# Locate (Unix)
locate (zu deutsch „lokalisiere“) ist ein Programm aus UNIX zum schnellen Auffinden von Dateien durch Spezifikation von Suchbegriffen bezogen auf den Dateinamen, und, bei neueren Varianten, mit Hilfe von Regulären Ausdrücken. Durchsucht wird eine Datenbank, die von dem Hilfsprogramm updatedb (zumeist über einen cron-Job) in regelmäßigen Abständen aktualisiert wird. Diese Datenbank enthält eine Liste aller auf dem System befindlichen Dateien, wodurch ein schnelles Auffinden von Dateien möglich wird – im Gegensatz zu find, das bei jeder Suchanfrage den gesamten Datenbestand aufs Neue durchsucht. In modernen UNIX-Distributionen wie GNU/Linux kommt häufig slocate zum Einsatz, welches um einige Sicherheitsaspekte erweitert wurde. slocate ist Teil der GNU Findutils (siehe Weblinks).
Beispiel:
```
$ locate bash
/usr/bin/bashbug
/bin/bash
```

Aktualisieren der Datenbank:
Um die Datenbank auf den neusten Stand zu bringen, verwendet man als Benutzer "root" den Befehl:
```
# updatedb
```